# The Lamb Lies Down on Broadway
The Lamb Lies Down on Broadway —en español: El cordero yace en Broadway— es el sexto álbum de estudio del grupo inglés de rock progresivo Genesis. Fue grabado y lanzado en 1974 como un álbum doble a través de Charisma Records. Es el último disco de Peter Gabriel como vocalista principal antes de su partida del grupo en 1975; un álbum conceptual, trata de un viaje de autodescubrimiento de Rael, un joven portorriqueño que vive en Nueva York y los extraordinarios incidentes y personajes con los que se topa. Durante las sesiones de composición y grabación, Gabriel dejó la banda por momentos para trabajar con William Friedkin, lo cual, junto con su insistencia de escribir todas las letras, provocó problemas para los demás integrantes. 
The Lamb Lies Down on Broadway fue lanzado para una recepción mixta, aunque desde entonces ha recibido elogios de la crítica y es considerado por muchos fanáticos como el mejor álbum de Genesis, opinión que comparte el baterista Phil Collins. El disco alcanzó el puesto #10 en el Reino Unido, el #1 en Francia, el #14 en Italia y el lugar #41 en los Estados Unidos. Dos sencillos fueron lanzados en el Reino Unido, "Counting Out Time" y "The Carpet Crawlers", mientras que el tema titular fue lanzado como sencillo en los Estados Unidos. Genesis promovió su disco mediante la gira de 1974-1975 a lo largo de Norteamérica y Europa, tocando el álbum en su totalidad en todas las 102 fechas. El álbum se vendió, y llegó a ser certificado oro por la Recording Industry Association of America en 1990 por la venta de 500.000 copias.

## Antecedentes
En mayo de 1974, el plantel de Genesis (el cantante Peter Gabriel, el tecladista Tony Banks, el bajista Mike Rutherford, el baterista Phil Collins y el guitarrista Steve Hackett) finalizó su gira de 1973-1974 de Europa y Norteamérica para apoyar el quinto álbum de estudio, Selling England by the Pound (1973). El álbum fue un éxito tanto comercial como crítico, lo que les valió como el disco que más llegó a las listas en el Reino Unido y en los Estados Unidos. Al mes siguiente, estuvieron tres meses en Headley Grange, un enorme exhogar para personas desamparadas en Headley (East Hampshire), para escribir y ensayar nuevo material para su siguiente álbum. Tras su llegada, el edificio había quedado en un estado lamentable provocado por la banda anterior, lleno de excrementos en el piso e infestado de ratas. En esa instancia, las vidas personales de algunos miembros empezaron a afectar al estado anímico de la banda, lo que causaría complicaciones. Hackett explicó: "Todos tenían su agenda. Algunos estábamos casados, algunos teníamos hijos, algunos nos divorciábamos, y todavía estábamos tratando de estar juntos en el campo". Banks luego declaró que este periodo fue como su menos favorito de todos mientras era de Genesis.

## Producción

### Composición
Antes de que las discusiones se llevaran a cabo con respecto de los contenidos del álbum, la banda decidió grabar un disco doble, ya que el formato extendido les daba la oportunidad para improvisar y poner más de sus ideas musicales. Banks creyó que Genesis había adquirido un número de admiradores grande como para realizar un disco doble con material digno con tal de que sus fanáticos estuvieran dispuestos a escucharlo. Ellos querían producir un álbum conceptual que contara una historia, y Rutherford presentó una idea basada en la novela fantástica El principito, de Antoine de Saint-Exupéry, pero Gabriel no estaba de acuerdo, ya que creyó que era "demasiado sensiblero" y que "saltar por ahí en tierra de hadas se estaba volviendo rápidamente obsoleto".
Gabriel presentó al grupo una historia más complicada y surrealista, una sobre Rael, un joven portorriqueño en Nueva York y su viaje de autodescubrimiento e identidad mientras se topa con incidentes extraordinarios y personajes durante la travesía. La historia era más detallada y oscura en su forma original, así que Gabriel la pulió e hizo de Rael el personaje central. Eligió el nombre de Rael porque quería alguien que "no tuviera orígenes étnicos que se pudieran encontrar", pero luego se dio cuenta de que The Who ya había utilizado el nombre con anterioridad en The Who Sell Out (1967), lo que le molestó pero optó por quedarse con dicho nombre. Gabriel reveló las influencias para el concepto, incluyendo la novela/musical West Side Story, los trabajos del psicólogo suizo Carl Jung y el western surrealista El Topo (1970), de Alejandro Jodorowsky. En contraste con Selling England by the Pound, el cual tenía fuertes elementos ingleses, Gabriel hizo un esfuerzo consciente para evitar la repetición retratando imaginería americana, con referencias a Caryl Chessman, Lenny Bruce, Groucho Marx, Marshall McLuhan, Howard Hughes, Evel Knievel y el Ku Klux Klan. También expresó preocupación por el título del álbum, pero notó que el cordero era simbólico y un catalizador para los eventos que ocurrirían en el disco.
Durante las sesiones de composición en Headley Grange, Gabriel se encontró alienado de la banda, lo que provocó fricción. Mientras desarrollaba su concepto, Gabriel insistió en que él escribiera las letras de las canciones, dejando la mayoría de la música a cargo de sus compañeros. Esto era una partida de la banda con respecto al usual método de composición de canciones, ya que las contribuciones líricas en álbumes anteriores siempre involucraban a los otros miembros. La situación tenía a Gabriel recluido en una habitación escribiendo la letra y los otros cuatro ensayando en la otra. En una instancia Gabriel fue incapaz de respetar una fecha límite para tener las letras finalizadas, haciendo que Rutherford y Banks escribieran textos para "The Light Dies Down on Broadway". En otras ocasiones, Banks y Hackett sugerían letras que pensaron que encajarían mejor con sus canciones, "The Lamia" y "Here Comes the Supernatural Anaesthetist", algo que Gabriel rechazó. Los desacuerdos aumentaron durante el periodo de composición cuando Gabriel aceptó una invitación del productor de cine William Friedkin para escribir un libreto después de que Friedkin le encantara la historia surreal que Gabriel había escrito en la portada de Genesis Live (1973). Collins luego presentó la idea de tener un nuevo disco instrumental, pensando que podía favorecer a los otros miembros, ya que Gabriel había hecho algunas de sus primeras canciones de lírica demasiado densas, pero la idea fue rechazada por el grupo. Sin embargo, la oferta de Gabriel con Friedkin pronto terminó en nada, Friedkin no quiso ser el responsable de las fricciones internas del grupo, así que Gabriel retomó su trabajo en el álbum. Las cosas se complicaron más cuando Gabriel pasaba tiempo fuera en Londres cuando su primera esposa, Jill, pasaba por el nacimiento difícil y peligroso de su primera hija, en julio de 1974, por lo que Gabriel estaría en viajes de ida y vuelta constante. Rutherford admitió que tanto él como Banks fueron "horriblemente insolidarios" con Gabriel en dicha época, y Gabriel vio esto como el inicio de su eventual partida de Genesis.

### Grabación
Luego de que el tiempo permitido en Headley Grange llegara a su fin, Genesis se reubicó en Glaspant Manor, en Carmarthenshire, Gales, para grabar utilizando equipo de grabación móvil de Island Studios en Londres. The Lamb Lies Down on Broadway es la última grabación de la banda con John Burns como su coproductor, quien había asumido dicho rol desde Foxtrot (1972). La banda es acreditada como coproductora, y David Hutchins estuvo a cargo de los deberes de ingeniería. El equipo de grabación utilizado incluía dos grabadores 3M de 24 pistas, una consola de mezclas de 30 entradas de Helios Electronics, monitores Altec y dos A62 Studers para la masterización. Burns y Gabriel experimentaban con efectos vocales, incluyendo el grabar dentro de un baño y un establo a dos millas. Rutherford pensó que el sonido del álbum era una mejoría comparado con los anteriores de Genesis, ya que no fue grabado en un estudio profesional, el cual beneficiaba el sonido de la batería de Collins. Collins comparó el sonido del álbum con el de las grabaciones que Neil Young hacía en su granja: "No es de estudio, no es a prueba de sonido, sino una calidad leñosa".
Las pistas de apoyo para el disco fueron puestas por cerca de dos semanas, aunque Gabriel todavía estaba trabajando en la letra un mes después, y en una instancia, le pidió a la banda producir música adicional para encajar sus palabras, ya que no tenía sección designada para éstas. Este era el caso de "The Carpet Crawlers" y "The Grand Parade of Lifeless Packaging". Pensando que el material extra debía ser instrumental, la banda encontró que Gabriel había cantado encima de las nuevas partes, algo que había hecho antes en las canciones de Foxtrot y Selling England by the Pound. Gabriel grabó sus vocales en Island Studios, donde el álbum fue mezclado sobre una serie de cambios mientras la banda luchaba por completar el álbum a tiempo antes de la fecha de lanzamiento en noviembre de 1974. Collins recordó: "Yo estaría mezclando y doblando toda la noche y luego Tony y Mike vendrían y remezclarían lo que hice porque perdería todo el sentido de la normalidad en ese punto".

### Historia
El álbum cuenta la historia de Rael, un joven puertorriqueño que vive en la ciudad de Nueva York y pasa por experiencias extraordinarias y conoce a otros personajes. Gabriel eligió desarrollar un personaje que es la persona menos probable que "caiga en toda esa burrada mariquita", y buscaba hacer una historia que contrastara entre fantasía y personaje. Explicó que como la historia progresa, Rael encontró que él no es tan macho como él creía ser y sus experiencias eventualmente traen un lado más romántico a su personalidad. El final de la historia no es directamente claro, ya que Gabriel deliberadamente dejó el final de esta como ambigua. Cuando se le pregunta, Gabriel no declara si Rael muere, aunque comparó el final a la preparación del suspenso y drama en una película diciendo que "nunca verás lo que es aterrador porque lo dejan el aire sin... marcarlo". Algunas de las ocurrencias de la historia y los ambientes derivaban de los sueños de Gabriel. Collins recordaba el concepto en su totalidad sobre doble personalidad. Las canciones individualmente hacen alusiones satíricas a la mitología, la revolución sexual, la publicidad y el consumismo.

#### Resumen de la trama
Una mañana en la ciudad de Nueva York, Rael retiene una lata de pintura en aerosol, odiando a todos los que lo rodean. Él presencia a un cordero yaciendo en Broadway, lo que provoca un profundo efecto en él —«The Lamb Lies Down on Broadway»—. Mientras camina por la calle, ve una nube oscura que toma la forma de una pantalla de película y lentamente se mueve hacia él, absorbiéndolo finalmente —«Fly on a Windshield»—, viendo la explosión de imágenes en el presente —«Broadway Melody of 1974»— antes de despertar en una cueva y dormirse nuevamente —«Cuckoo Cocoon»—. Rael se despierta y se encuentra atrapado en una jaula de estalactitas y estalagmitas la cual se cierra lentamente hacia él. Mientras intenta escapar, ve a su hermano John y lo llama, pero John se aleja y la jaula súbitamente desaparece —«In the Cage»—.
Rael se encuentra en el piso de una fábrica y una mujer hace de guía en el área, donde él ve a personas siendo procesadas como paquetes. Él divisa a algunos miembros de antaño de su pandilla de Nueva York y a John con el número "9" estampado en su frente. Temiendo por su vida, Rael huye por el corredor —«The Grand Parade of Lifeless Packaging»— y tiene un recuerdo extendido de una redada en Nueva York —«Back in N.Y.C.»—, un sueño donde su corazón peludo es removido y afeitado con una navaja —«Hairless Heart»—, y su primer encuentro sexual —«Counting Out Time»—. El recuerdo de Rael termina, y se encuentra en un corredor adornado con una larga y roja alfombra, en la cual hay gente arrastrándose hacia su salida vía una escalera en espiral —«The Carpet Crawlers»—. En lo alto, entra en una cámara con 32 puertas, rodeado de gente e incapaz de concentrarse —«The Chamber of 32 Doors»—. Encuentra a una mujer ciega que lo lleva afuera de la cámara hacia otra cueva —«Lilywhite Lilith»—, allí está esperando a que algo ocurra pero se desespera y destruye el lugar —«The Waiting Room»—, donde queda atrapado por un montón de rocas imaginándose que ya era su momento de morir —«Anyway»—. Rael entonces se encuentra a la Muerte y logra escapar de la cueva —«Here Comes the Supernatural Anaesthetist»—.
Rael termina en una piscina con aguas rosas y un olor radiante donde se encuentra con tres lamias, hermosas criaturas con aspecto de serpiente, y tiene relaciones sexuales con ellas, pero mueren después de beber un poco de la sangre de Rael —«The Lamia»—. Se marcha en un barco que estaba en la piscina y llega a Nueva York —«Silent Sorrow in Empty Boats»— y se encuentra con un grupo de Slippermen, hombres grotescamente deformes quienes tuvieron la misma experiencia con las lamias, además de haberse transformado en uno de ellos. Rael encuentra a John entre los Slippermen, quien le dice que la única forma de ser humano otra vez es visitar a Doktor Dyper y ser castrado. Ambos son castrados y retienen sus penes removidos en contenedores alrededor de sus cuellos. El contenedor de Rael es robado por un cuervo y lo persigue, dejando a John atrás ya que no quería ir con él. El cuervo lanza el contenedor hacia un barranco y hacia un río subterráneo —«The Colony of the Slippermen (The Arrival - A Visit to the Doktor - The Raven)»—.
Rael camina cerca del barranco del río —«Ravine»—, ve una "ventana en el banco encima de su cabeza" la cual "revela su hogar entre las calles". Pero "mientras el tragaluz le pide que se vaya" -utiliza la ventana para dejar el extraño lugar donde quedó atrapado y regresó a su natal Nueva York-, al mismo tiempo ve a John en el río "muy abajo", luchando para estar a flote. Rael debe tomar la decisión entre rescatar a su hermano o quizás tomar su única oportunidad para volver a su antigua vida en Nueva York. A pesar de haber sido traicionado por John dos veces, Rael se tira al río para salvarlo y la puerta a Nueva York desaparece —«The Light Dies Down on Broadway», «Riding the Scree»—. Rael rescata a John y saca su cuerpo al banco del río y lo gira para ver su cara, solamente para ver su propia cara —«In the Rapids»—. Su consciencia luego vaga entre ambos cuerpos, y él ve que el escenario que lo rodea se evapora. Ambos cuerpos se disuelven y el espíritu de Rael se vuelve con todo lo que lo rodea —«It»—.

### Diseño
Hipgnosis diseñó la carátula del álbum. En una partida de sus álbumes anteriores que incluían diseños más coloridos, la carátula de The Lamb Lies Down on Broadway hace uso del blanco y negro y nada de color. El logo de la banda, originalmente diseñado por Paul Whitehead y utilizado en Nursery Cryme y Foxtrot, fue reemplazado con uno hecho en estilo art déco por George Hardie. Las fotos de la portada y contraportada retratan a Rael en varias áreas donde ocurren algunas canciones, de izquierda a derecha: "Fly on a Windshield", "The Chamber of 32 Doors" (2 fotos), "Riding the Scree", "In the Rapids" e "It" toman lugar.

## Lista de canciones

### Disco 1
| Pista | Título inglés                          | Título español                           | Letras por   | Duración |
| ----- | -------------------------------------- | ---------------------------------------- | ------------ | -------- |
| 1.    | The Lamb Lies Down on Broadway         | El cordero yace en Broadway              | Gabriel      | 5:04     |
| 2.    | Fly on a Windshield                    | Mosca en un parabrisas                   | Gabriel      | 2:46     |
| 3.    | Broadway Melody of 1974                | Melodía de Broadway de 1974              | Gabriel      | 2:12     |
| 4.    | Cuckoo Cocoon                          | Nido del cuco                            | Gabriel      | 2:13     |
| 5.    | In the Cage                            | En la jaula                              | Gabriel      | 8:13     |
| 6.    | The Grand Parade of Lifeless Packaging | El gran desfile de los paquetes sin vida | Gabriel      | 2:47     |
| 7.    | Back in N.Y.C.                         | De regreso en Nueva York                 | Gabriel      | 5:44     |
| 8.    | Hairless Heart                         | Corazón sin pelo                         | Instrumental | 2:13     |
| 9.    | Counting Out Time                      | Contando las horas                       | Gabriel      | 3:41     |
| 10.   | The Carpet Crawlers                    | Los que se arrastran por la alfombra     | Gabriel      | 5:16     |
| 11.   | The Chamber of 32 Doors                | La cámara de 32 puertas                  | Gabriel      | 5:46     |

- Según los créditos en el álbum, todas las canciones fueron compuestas por Tony Banks, Phil Collins, Peter Gabriel, Steve Hackett y Mike Rutherford.
- En las ediciones originales de casete y LP, el primer lado corresponde a las canciones 1-6, mientras que el segundo corresponde a las 7-11.

### Disco 2
| Pista | Título inglés                                                              | Título español                                                                         | Letras por       | Duración |
| ----- | -------------------------------------------------------------------------- | -------------------------------------------------------------------------------------- | ---------------- | -------- |
| 01.   | Lilywhite Lilith                                                           | Lilith, blanca como los lirios                                                         | Gabriel          | 2:46     |
| 02.   | The Waiting Room                                                           | La sala de espera                                                                      | Instrumental     | 5:28     |
| 03.   | Anyway                                                                     | De todos modos                                                                         | Gabriel          | 3:20     |
| 04.   | Here Comes The Supernatural Anaesthetist                                   | Aquí viene el anestesista sobrenatural                                                 | Gabriel          | 2:50     |
| 05.   | The Lamia                                                                  | La Lamia                                                                               | Gabriel          | 6:57     |
| 06.   | Silent Sorrow in Empty Boats                                               | Lamento silencioso en botes vacíos                                                     | Instrumental     | 3:06     |
| 07.   | The Colony of Slippermen (The Arrival - A Visit to the Doktor - The Raven) | La colonia de los hombres resbaladizos (La Llegada - Una visita al Doktor - El Cuervo) | Gabriel          | 8:12     |
| 08.   | Ravine                                                                     | Barranco                                                                               | Instrumental     | 2:05     |
| 09.   | The Light Dies Down on Broadway                                            | La luz se apaga en Broadway                                                            | Banks/Rutherford | 3:33     |
| 10.   | Riding the Scree                                                           | Cabalgando la corriente                                                                | Gabriel          | 4:10     |
| 11.   | In the Rapids                                                              | En los rápidos                                                                         | Gabriel          | 2:23     |
| 12.   | It                                                                         | Ello                                                                                   | Gabriel          | 4:20     |

- Según los créditos en el álbum, todas las canciones fueron compuestas por Tony Banks, Phil Collins, Peter Gabriel, Steve Hackett y Mike Rutherford.
- En las ediciones originales de casete y LP, el primer lado corresponde a las canciones 1-6, mientras que el segundo corresponde a las 7-12.

## Formación
Tony Banks - Teclados

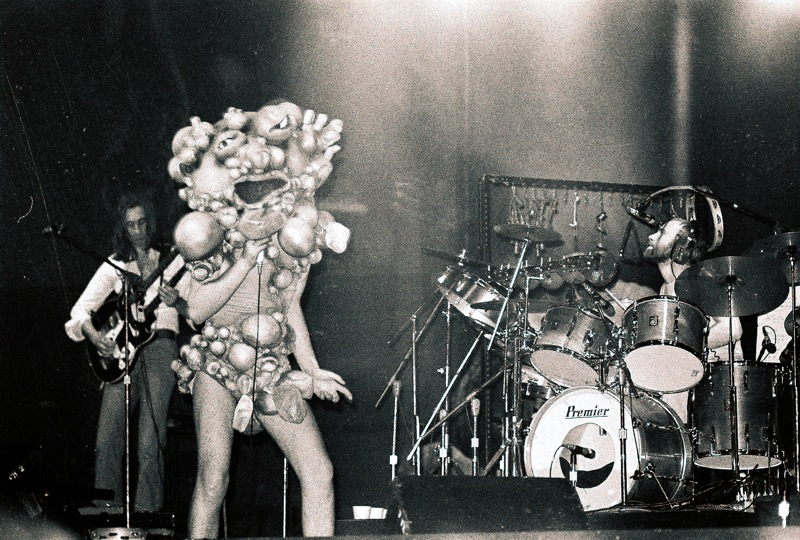
Rutherford, Gabriel y Collins en 1974 durante la gira del álbum, Gabriel lleva puesto el disfraz de Slipperman.

Phil Collins - Batería, percusión, vibráfono, coros

Peter Gabriel - Voz principal, flauta, oboe

Steve Hackett - Guitarras

Mike Rutherford - Bajo, guitarra de doce cuerdas

### Músicos adicionales
Brian Eno - Enossification (efectos de voz en In The Cage y The Grand Parade of Lifeless Packaging)